# Nur Jehan

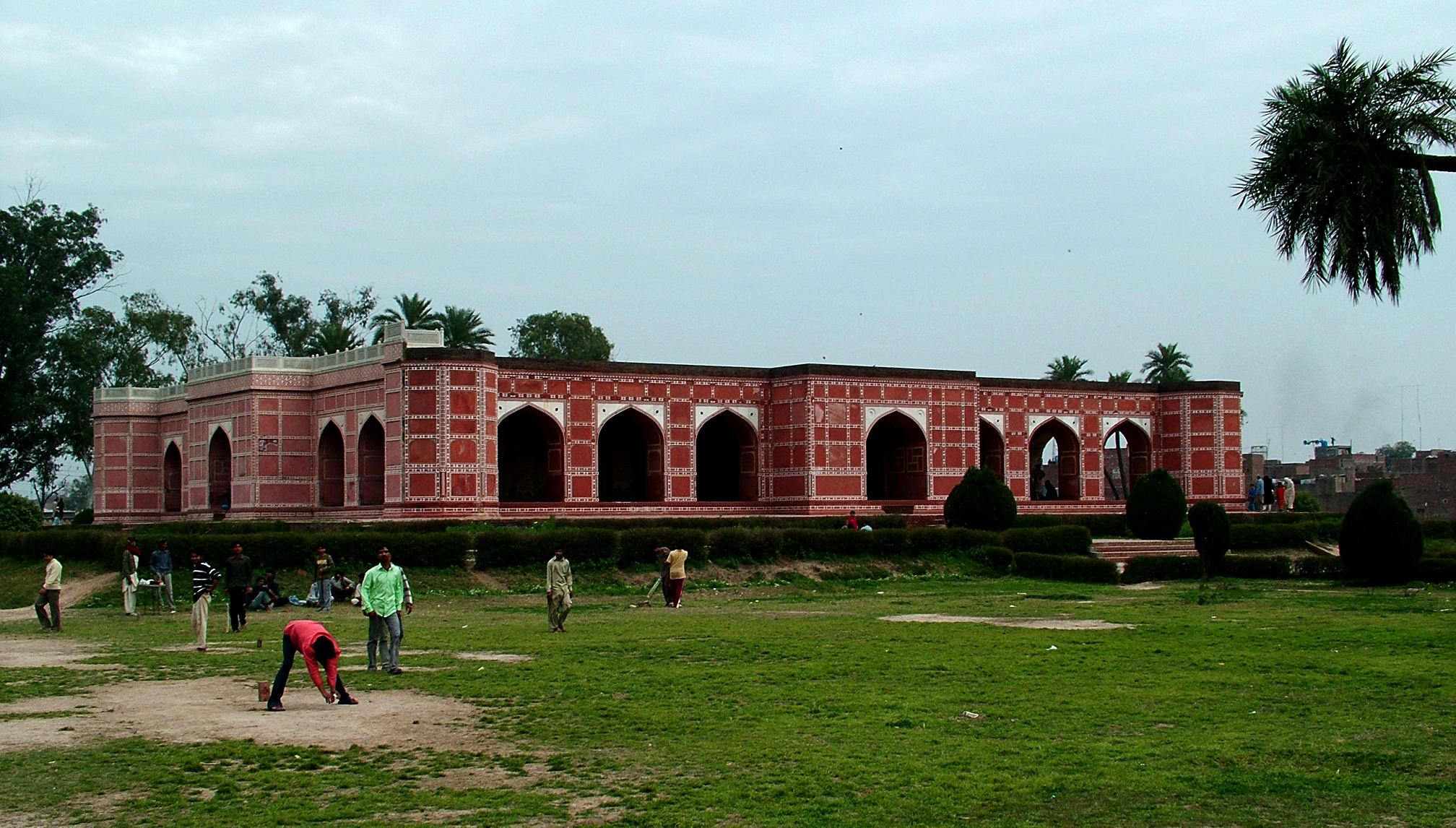
Tumba de Nur Jahan en Shahdara Bagh, Lahore.

Nur Jehar o Nur Yahan (Kandahar, 31 de mayo de 1577-17 de diciembre de 1645) fue la esposa persa de Nuruddin Salim Jahangir, emperador del Imperio mogol. Su verdadero nombre fue Mehrunnisa. Tuvo gran relevancia en el gobierno de su patria adoptiva, ya que su marido estaba alcoholizado y, además, era adicto al opio.
Su poder terminó con la muerte de éste, pero recibió el título honorario de Nur Yahan o «Luz del Mundo».
Nur Jahan murió en 1645 a los 68 años, y está enterrada en Shahdara Bagh, en Lahore, Pakistán, en una tumba que se había construido, cerca de la tumba de Jahangir. La tumba atrae a muchos visitantes, tanto pakistaníes como extranjeros, que disfrutan de agradables paseos por sus hermosos jardines.
- Datos: Q541530
- Multimedia: Nur Jahan / Q541530